# RuSPORT
RuSPORT foi uma foi uma equipe norte-americana de automobilismo que disputou 4 temporadas da Champ Car World Series entre 2004 e 2007. Foi fundada em 1999 por Carl Russo e Steve Wulff.
Após uma temporada na Fórmula Toyota Atlantic (na época assim chamada) foi campeã com A. J. Allmendinger em 2003, tendo como companheiro de equipe Aaron Justus. No ano seguinte Carl Russo, dono da escuderia, resolveu subir de categoria e foi para a Champ Car World Series com o seu piloto campeão da categoria de acesso e contratando o mexicano Michel Jourdain Jr. Conquistou quatro pódios com seus pilotos, dois cada um, porém a vitória não veio na primeira temporada. 
Em 2005, Jourdain saiu da CCWS e para seu lugar chegou o inglês Justin Wilson. Allmendinger continuou na equipe e conquistou cinco pódios, enquanto o piloto inglês conquistou outros três. Em Toronto e em Hermanos Rodriguez, Wilson saiu vencedor. Para o ano de 2006 a dupla de pilotos se manteve e era uma das equipes favoritas ao título da categoria. Wilson venceu uma prova apenas, em Edmonton, e Allmendinger correu apenas quatro vezes pela equipe, mudando-se para a Forsythe no GP de Portland. O brasileiro Cristiano da Matta foi contratado e conquistou um segundo lugar em San Jose. Após um grave acidente em Road America, foi substituido pelo australiano Ryan Briscoe, que faria duas etapas na Champ Car. Em novembro, Carl Russo anunciou que deixaria o comando da equipe para acompanhar o crescimento da Calix, uma de suas empresas, e foi substituído por Dan Pettit, na época um dos coproprietários da Forsythe.
No ano de 2007, fez uma parceria com a equipe Rocketsports, formando a RSPORTS.  A parceria foi desfeita em dezembro do mesmo ano e Dan Pettit anunciou a fusão entre as duas escuderias visando a subida para a Indy Racing League em 2008, que não viria a sair do papel.

## Pilotos
- A. J. Allmendinger (2004–2006)
- Ryan Briscoe (2006)
- Cristiano da Matta (2006)
- Michel Jourdain Jr. (2004)
- Justin Wilson (2005–2007)